# Jason Behr

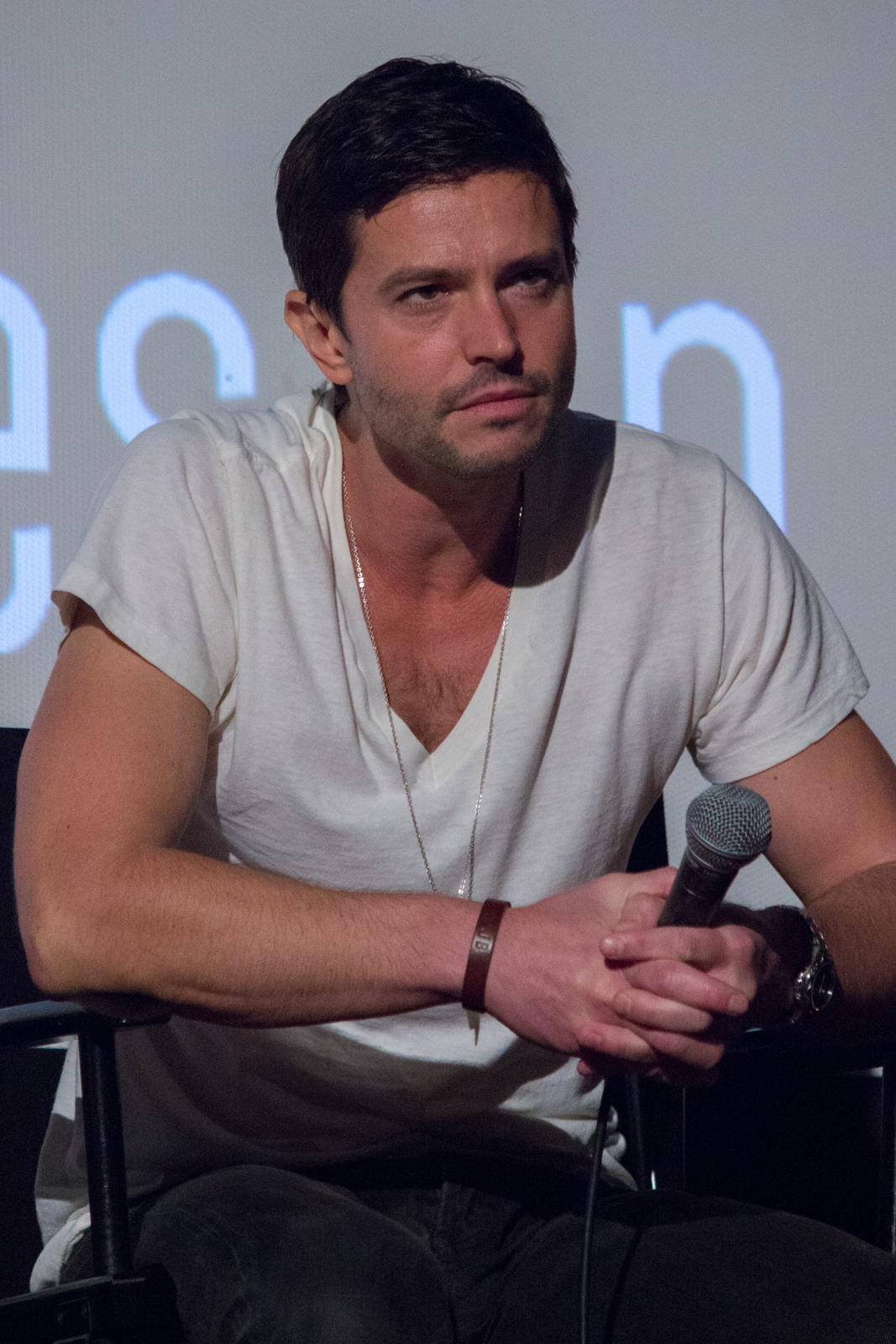
Jason Behr (2014)

Jason Nathaniel Behr (* 30. Dezember 1973 in Minneapolis, Minnesota) ist ein US-amerikanischer Schauspieler, der vor allem durch seine Rolle des Max Evans in der US-Serie Roswell bekannt wurde.

## Biografie
Behr begann schon im Alter von fünf Jahren Werbespots zu drehen. Insgesamt hat er bis jetzt 75 Werbespots gedreht.
Nach einem Umzug nach Los Angeles bekam er wenig später Gastrollen in Serien wie Dawson’s Creek (eine wiederkehrende Rolle), JAG – Im Auftrag der Ehre, Buffy – Im Bann der Dämonen, Eine himmlische Familie und weitere.
Richtigen Erfolg hatte er aber erst durch seine Rolle des Max Evans in der US-Serie Roswell.
Nach dem Aus von Roswell konzentrierte er sich auf seine Filmkarriere und bekam einige Rollen wie z. B. in Der Fluch – The Grudge. Hinzu kommen Rollen in Filmen, die in Deutschland weniger bis gar nicht bekannt sind. Dazu gehört der koreanische Fantasyfilm Dragon Wars.

## Privates
Jason Behr ist seit dem 10. November 2006 mit der Schauspielerin KaDee Strickland verheiratet, die er bei den Dreharbeiten zu Der Fluch – The Grudge kennen lernte. Zuvor war er mit seiner Schauspiel-Kollegin Katherine Heigl, die er durch die Serie Roswell kannte, liiert.
Am 17. Oktober 2013 wurde ihr Sohn geboren. Am 8. Juli 2017 bekam das Paar Zwillinge.

## Filmografie (Auswahl)
- 1994: Eine starke Familie (Step by Step, Fernsehserie, 2 Folgen)
- 1995–1997: Sherman Oaks (Fernsehserie, 7 Folgen)
- 1996: Alien Nation – Millennium (Fernsehfilm)
- 1996: Pacific Blue – Die Strandpolizei (Pacific Blue, Fernsehserie, eine Folge)
- 1997: JAG – Im Auftrag der Ehre (JAG, Fernsehserie, eine Folge)
- 1997: Profiler (Fernsehserie, eine Folge)
- 1997: Immer wieder Fitz (Cracker, Fernsehserie, eine Folge)
- 1997: Buffy – Im Bann der Dämonen (Buffy the Vampire Slayer, Fernsehserie, eine Folge)
- 1997: Eine himmlische Familie (7th Heaven, Fernsehserie, eine Folge)
- 1998: Push (Fernsehserie, 8 Folgen)
- 1998–1999: Dawson’s Creek (Fernsehserie, 6 Folgen)
- 1998: Pleasantville – Zu schön, um wahr zu sein (Pleasantville)
- 1999: Kraftprobe in den Bergen (Rites of Passage)
- 1999–2002: Roswell (Fernsehserie, 61 Folgen)
- 2001: Schiffsmeldungen (The Shipping News)
- 2004: Happily Even After
- 2004: Der Fluch – The Grudge (The Grudge)
- 2005: Man of God
- 2005: Shooting Livien
- 2006: The Way
- 2006: Skinwalkers
- 2007: Dragon Wars (D-War)
- 2007: The Tattooist – Das Böse geht unter die Haut (The Tattooist)
- 2007: Company Man (Fernsehfilm)
- 2008: Frost
- 2008: Senseless – Der Sinne beraubt (Senseless)
- 2010: Matadors (Fernsehfilm)
- 2012: Breakout Kings (Fernsehserie, 5 Folgen)
- 2020–2022: Roswell, New Mexico (Fernsehserie)